# Ivan Vojtěch
Ivan Vojtěch (27. listopadu 1928, Boskovice – 27. února 2020, Praha) byl český hudební vědec, otec literárního historika Daniela Vojtěcha.

## Život
Vystudoval hudební vědu a estetiku na Filozofické fakultě Masarykovy univerzity v Brně a na Filozofické fakultě Univerzity Karlovy v Praze, kde také v roce 1953 obhájil disertační práci.
V letech 1953–1960 přednášel estetiku a dějiny hudby na JAMU v Brně, později na FF UK v Praze. V letech 1956–1968 byl stálým kritikem Literárních novin, 1960–1970 členem redakce časopisu Divadlo. V letech 1968–1970 byl šéfredaktorem časopisu Hudební rozhledy.
V letech 1970–1989 mu bylo z politických důvodů znemožněno vyučovat i publikovat. S pádem režimu od roku 1990 opět přednášel moderní hudbu na FF UK.
V letech 1999–2002 byl ředitelem Ústavu pro hudební vědu AV ČR.

## Odborné působení
Středem Vojtěchova odborného zájmu je hudba 19. a 20. století, věnoval se především období Druhé vídeňské školy (byl mj. editorem spisů Arnolda Schönberga a spoluvydavatelem souborného vydání jeho díla, věnoval se i historii pražské pobočky Schönbergova Spolku pro soukromé provozování hudby). Připravil také česká vydání vybraných spisů F. Liszta, R. Schumanna, B. V. Asafjeva, S. Prokofjeva a dalších, překládal ruskou muzikologickou literaturu, T. W. Adorna a W. Benjamina.